# While My Guitar Gently Weeps
While My Guitar Gently Weeps is een nummer geschreven door George Harrison van The Beatles. Het verscheen op de dubbel-lp The Beatles (ook wel The White Album genoemd).
Het nummer staat op de 135ste positie op 500 Greatest Songs of All Time van Rolling Stone en op de zevende plek op hun lijst van 100 Greatest Guitar Songs of All Time.

## De totstandkoming
Harrison werd tot het schrijven van dit nummer geïnspireerd toen hij de I Ching las. Dit boek was, volgens Harrison, gebaseerd op het Oosterse concept dat alles overal van afhankelijk is (“seemed to me to be based on the Eastern concept that everything is relative to everything else”) in tegenstelling tot de Westerse opvatting dat alles slechts toevallig is (“...opposed to the Western view that things are merely coincidental”). Met dit relativistische idee ging hij naar het huis van zijn ouders in het noorden van Engeland. Daar besloot hij een liedje te schrijven op basis van de eerste woorden die hij zou lezen zodra hij een willekeurig boek open zou slaan. Deze woorden waren "gently weeps" en hij begon meteen met het schrijven van het nummer.
Het nummer was in het begin anders dan het uiteindelijke resultaat. Harrison: “Some of the words to the song were changed before I finally recorded it.” Op een demo, opgenomen bij Harrison thuis in Esher, is een bij de definitieve opname weggelaten couplet te horen:
I look at the trouble and see that it's raging,
While my guitar gently weeps.
As I'm sitting here, doing nothing but aging,
Still, my guitar gently weeps.
Bij een van de eerste opnames werd slechts gebruikgemaakt van een akoestische gitaar en een orgel. Op deze opname, die verscheen op Anthology 3 en de basis vormde voor de remix op Love, is het derde couplet enigszins anders:
I look from the wings at the play you are staging,
While my guitar gently weeps.
As I'm sitting here, doing nothing but aging,
Still, my guitar gently weeps.
The Beatles namen het nummer meerdere keren op, waaronder een versie met een achterwaartse gitaarsolo (op dezelfde manier als in I'm Only Sleeping op het album Revolver uit 1966). Harrison was over deze versie echter niet tevreden.
Op 6 september 1968, tijdens een rit van Surrey naar Londen, vroeg Harrison aan Eric Clapton of hij een gitaarsolo wilde toevoegen aan het nummer. Aanvankelijk wilde Clapton niet: “Nobody ever plays on the Beatles' records”. Harrison wist hem toch te overtuigen en diezelfde avond werd de solo opgenomen. Later heeft Harrison verteld dat de aanwezigheid van Clapton een stimulerend effect had op de band: “It made them all try a bit harder; they were all on their best behaviour.”

## Bezetting
- George Harrison – zang (meersporenopname), achtergrondzang (meersporenopname), akoestische gitaar, hammondorgel
- Paul McCartney – achtergrondzang, piano, orgel, zessnarige basgitaar
- John Lennon – elektrische gitaar
- Ringo Starr – drums, tamboerijn
- Eric Clapton – leadgitaar[8]

## Uitvoeringen

### Eigen uitvoeringen en postume eerbetonen
George Harrison speelde het nummer aanvankelijk met niets meer dan een akoestische steelstring-gitaar en een orgel. Deze versie is te horen op Anthology 3 en is ook gebruikt voor het album Love. George Martin voegde in het kader van de Cirque du Soleil-show Love een string-sectie toe aan deze opname.
Eric Clapton, die een goede vriend was van Harrison, speelde 'lead guitar' op de albumversie van dit nummer met een Gibson Les Paul-gitaar. Bij The concert for Bangladesh speelde hij het nummer op een Gibson Byrdland-gitaar. Deze gitaar heeft een dikke, holle klankkast en is een zogeheten hollow body-gitaar. Later gaf Clapton toe dat hij destijds beter gebruik had kunnen maken van een gitaar met een massieve klankkast.
In 1974 speelde Harrison het nummer bij zijn eerste solotournee; de tekst werd veranderd in “While my guitar tries to smile”.
Op het Prince's Trust Concert in 1987 (uitgebracht op dvd door Panoma) traden Harrison, Starr en Clapton met dit nummer sinds lange tijd weer samen op. Deze versie bevat een coda waarbij het gitaarspel van Harrison 'verweven' wordt met dat van Clapton. Mark King (bekend van Level 42) speelde hierbij de baslijn, die oorspronkelijk door McCartney werd gespeeld.
Op 29 november 2002 brachten Paul McCartney, Ringo Starr, Dhani Harrison (de zoon van George), Jeff Lynne en Eric Clapton While My Guitar Gently Weeps ten gehore op het Concert for George, een concert ter nagedachtenis aan Harrison, die een jaar eerder was overleden aan kanker. Clapton speelt op deze versie, die in 2003 op dvd en cd werd uitgebracht, twee gitaarsolo's.
In 2004 werd Harrison postuum opgenomen als solo-artiest in de Rock and Roll Hall of Fame. Bij deze officiële gebeurtenis werd While My Guitar Gently Weeps gespeeld door Prince (die ook een plek kreeg in de Hall of Fame), samen met Tom Petty, Jeff Lynne en Dhani Harrison.
While My Guitar Gently Weeps is een van de nummers die gespeeld kunnen worden met het spel The Beatles: Rock Band.

### Covers
Het nummer is betrekkelijk vaak gecoverd. Onder andere door de volgende artiesten:
- Badi Assad, op het album Chameleon (1998).[10][11][12]
- Een Amerikaanse tributeband van The Beatles, genaamd The Fab Faux. Zij traden met dit nummer onder meer op in een show van David Letterman. De bassist van deze band speelt tevens in de huisband van de "Late Show with David Letterman".
- Peter Frampton, op het album Now uit 2003.[13][14]
- Russ Freeman, op het verzamelalbum (I Got No Kick Against) Modern Jazz. Op dit album worden veertien liedjes van The Beatles gecoverd door jazz-artiesten.[15]
- Russ Freeman & The Rippingtons, op het album Brave New World uit 1996.[16]
- Carlos Fregtman, op het album The Beatles in the New Age (1992).[17]
- The Jeff Healey Band, op het album Hell to Pay uit 1990.[18] Op deze versie zingt George Harrison mee.
- Kenny Lattimore, op het album From the Soul of Man uit 1998.[19]
- Vinnie Moore, een instrumentale versie met de zangmelodie gespeeld met een gitaar. Deze verscheen op zijn album Time Odyssey uit 1988.[20]
- Phish heeft dit nummer bij veel concerten gespeeld. Voor het eerst in het Glen Falls Civic Center (Glen Falls, NY), op 31 oktober 1994 toen ze The White Album geheel coverden. Deze versie is te horen op Live Phish Volume 13.[21] Een andere opname van Phish is verschenen op Live Phish Volume 8 in 2002 (een opname van een concert op 10 juli 1998 in New Jersey).[22]
- Kenny Rankin, op de albums Family (1970)[23][24] en The Kenny Rankin Album (1976).[25][26] Tevens verscheen "While My Guitar Gently Weeps" op de dvd The Jazz Channel Presents Kenny Rankin.[27]
- Jake Shimabukuro met een ukelele op zijn album Gently Weeps uit 2006.[28]
- Toto, op het album Through the Looking Glass uit 2003[29][30] en op hun live-album 25th Anniversary Toto: Live in Amsterdam (2003).[31][32][33]
- Wu-Tang Clan, op het album 8 Diagrams uit 2007. Zij namen hun versie, getiteld The Heart Gently Weeps, op met Erykah Badu, John Frusciante en Dhani Harrison.[34][35]
- Nan Vernon, op het album Manta Ray uit 1994.[36]
- Regina Spektor, voor de soundtrack van de film Kubo and the Two Strings uit 2016[37]

## NPO Radio 2 Top 2000
| Nummer met noteringen in de NPO Radio 2 Top 2000 | '99 | '00 | '01 | '02 | '03 | '04 | '05 | '06 | '07 | '08 | '09 | '10 | '11 | '12 | '13 | '14 | '15 | '16 | '17 | '18 | '19 | '20 | '21 | '22 | '23 | '24 |
| ------------------------------------------------ | --- | --- | --- | --- | --- | --- | --- | --- | --- | --- | --- | --- | --- | --- | --- | --- | --- | --- | --- | --- | --- | --- | --- | --- | --- | --- |
| While My Guitar Gently Weeps                     | 312 | 310 | 375 | 190 | 228 | 282 | 240 | 191 | 167 | 204 | 166 | 164 | 168 | 257 | 168 | 176 | 203 | 218 | 225 | 169 | 192 | 246 | 247 | 259 | 220 | 272 |

1. ↑  Een vetgedrukt getal geeft de hoogste notering aan.

## Evergreen Top 1000
| Evergreen Top 1000 "While my guitar gently weeps" | Evergreen Top 1000 "While my guitar gently weeps" | Evergreen Top 1000 "While my guitar gently weeps" | Evergreen Top 1000 "While my guitar gently weeps" | Evergreen Top 1000 "While my guitar gently weeps" | Evergreen Top 1000 "While my guitar gently weeps" | Evergreen Top 1000 "While my guitar gently weeps" | Evergreen Top 1000 "While my guitar gently weeps" | Evergreen Top 1000 "While my guitar gently weeps" | Evergreen Top 1000 "While my guitar gently weeps" | Evergreen Top 1000 "While my guitar gently weeps" | Evergreen Top 1000 "While my guitar gently weeps" | Evergreen Top 1000 "While my guitar gently weeps" | Evergreen Top 1000 "While my guitar gently weeps" | Evergreen Top 1000 "While my guitar gently weeps" | Evergreen Top 1000 "While my guitar gently weeps" | Evergreen Top 1000 "While my guitar gently weeps" |
| Jaar                                              | 2008                                              | 2009                                              | 2010                                              | 2011                                              | 2012                                              | 2013                                              | 2014                                              | 2015                                              | 2016                                              | 2017                                              | 2018                                              | 2019                                              | 2020                                              | 2021                                              | 2022                                              | 2023                                              |
| ------------------------------------------------- | ------------------------------------------------- | ------------------------------------------------- | ------------------------------------------------- | ------------------------------------------------- | ------------------------------------------------- | ------------------------------------------------- | ------------------------------------------------- | ------------------------------------------------- | ------------------------------------------------- | ------------------------------------------------- | ------------------------------------------------- | ------------------------------------------------- | ------------------------------------------------- | ------------------------------------------------- | ------------------------------------------------- | ------------------------------------------------- |
| Positie                                           | -                                                 | -                                                 | -                                                 | -                                                 | -                                                 | -                                                 | -                                                 | -                                                 | 542                                               | 424                                               | 156                                               | 198                                               | 165                                               | 172                                               | 183                                               | 217                                               |